# Crypto.com Arena
Crypto.com Arena (anterior cunoscută sub numele Staples Center) este o arenă multi-funcțională acoperită din Los Angeles, California. Arena găzduiește echipele de baschet Los Angeles Clippers și Los Angeles Lakers care joacă în National Basketball Association, Los Angeles Sparks din Women's National Basketball Association și echipa de hochei pe gheață Los Angeles Kings din National Hockey League.
Crypto.com Arena găzduiește anual peste 250 de evenimente și aproape 4 milioane de spectatori. Este singura sală din NBA împărțită de două echipe.

## Galerie

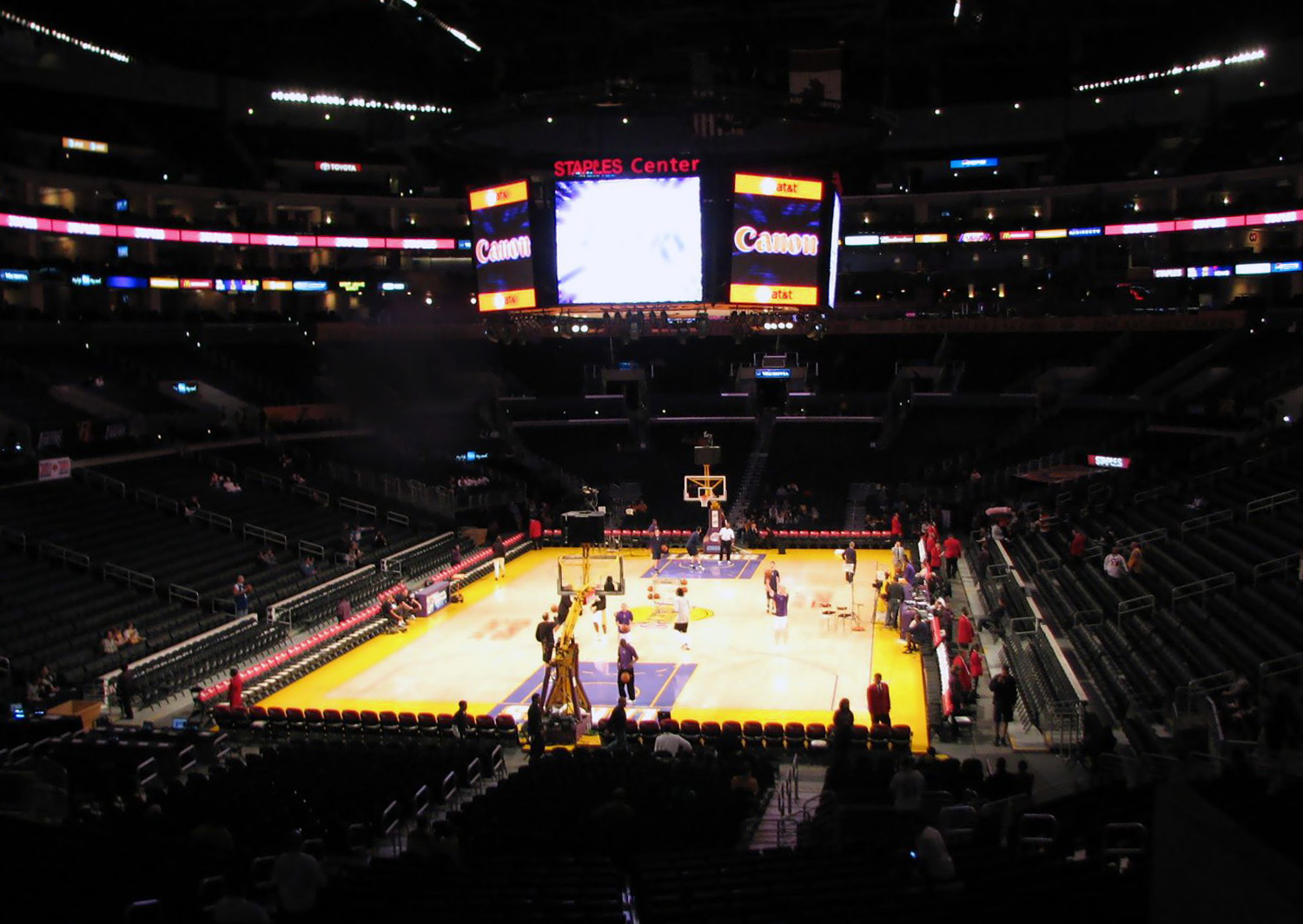
Arena la un meci al lui Lakers
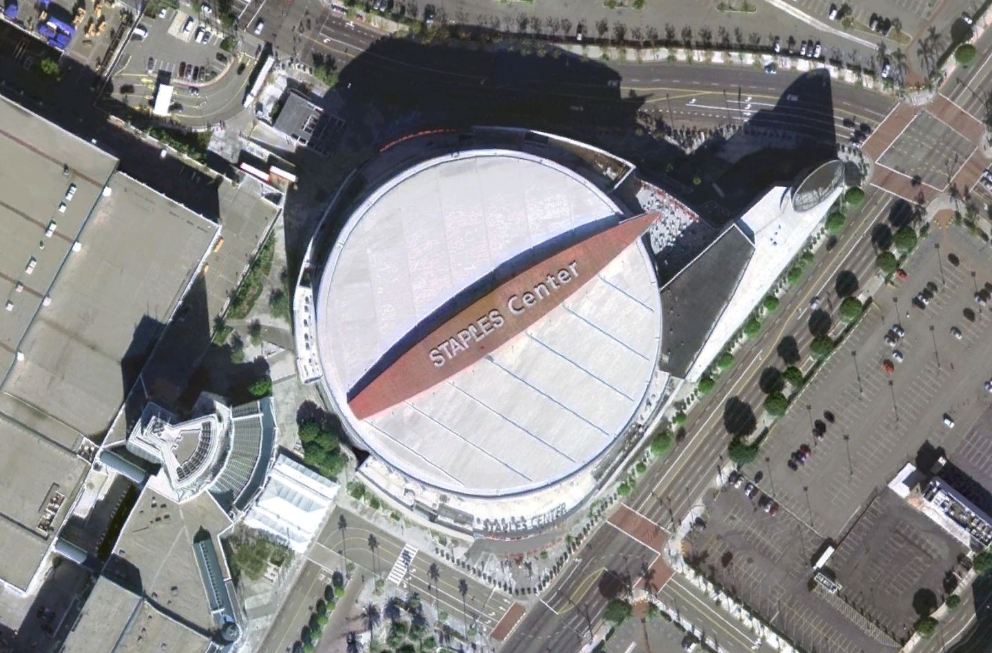
Arena văzută din satelit
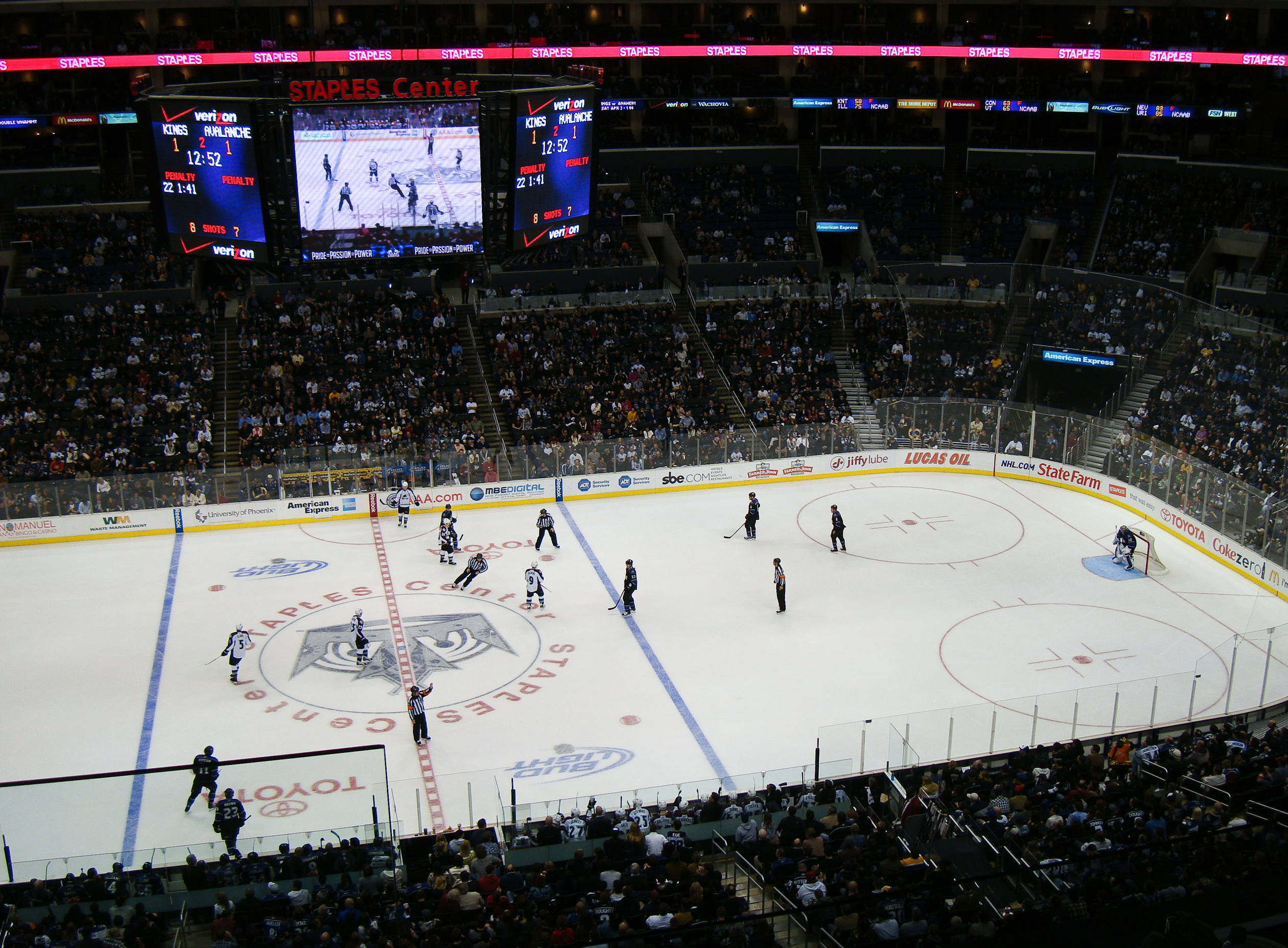
Arena la un meci al lui Kings
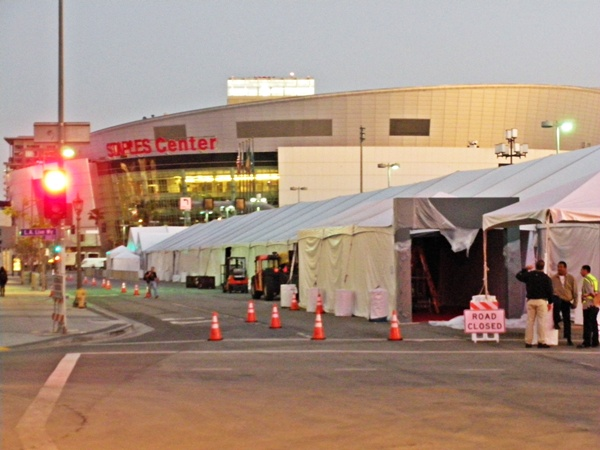
Covorul roșu la ceremonia Grammy
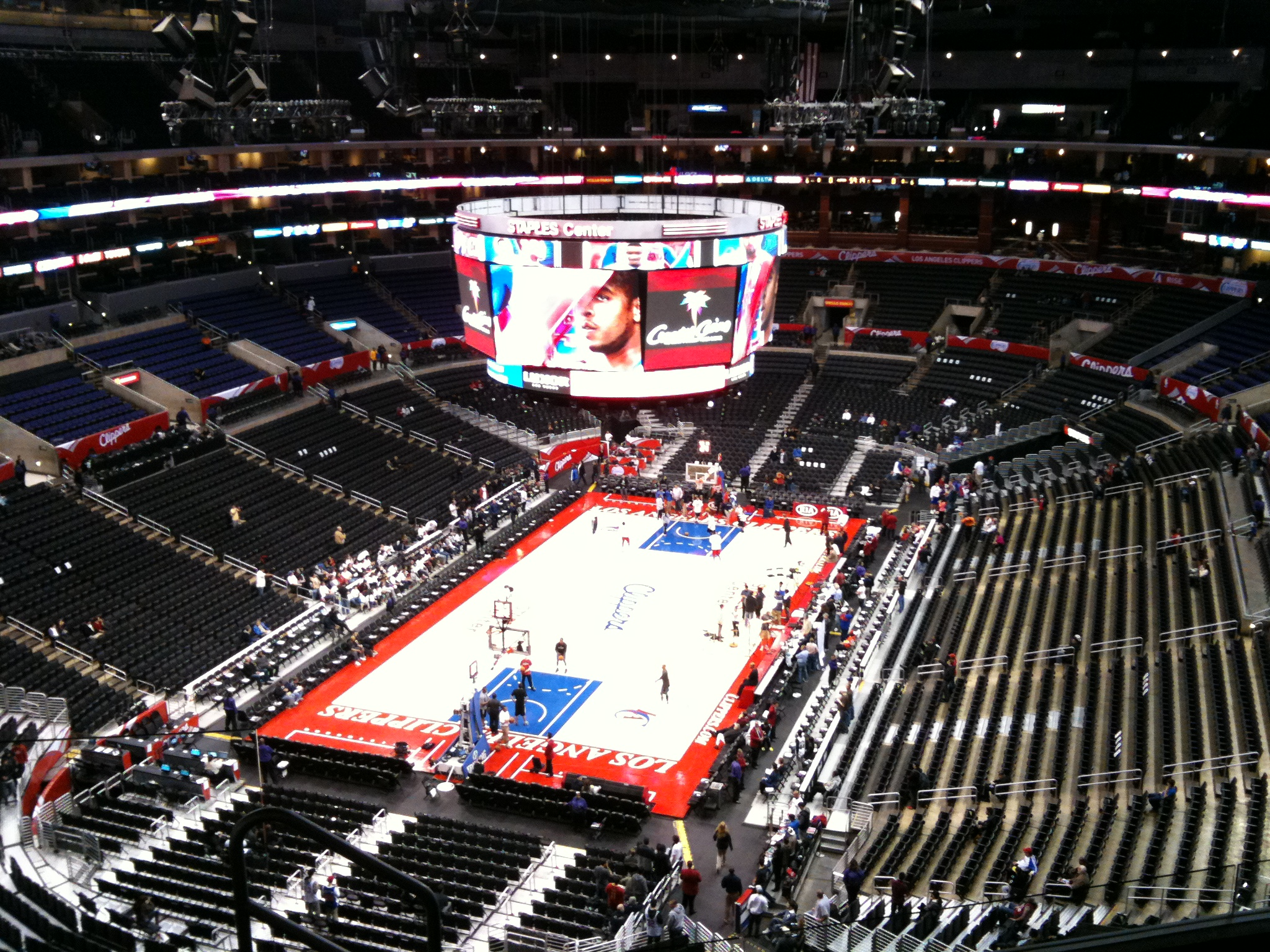
Arena la un meci al lui Clippers